# Чумраєв Станіслав Володимирович
Станісла́в Володи́мирович Чумра́єв (нар. 28 жовтня 1987, Херсон) — український спортсмен, академічний веслувальник.
Студент Херсонського державного університету — навчається з 2009 року.

## Біографія
На особистому чемпіонаті з академічного веслування в Дніпропетровську у червні 2011 року представляв команду Херсонської області.

### Універсіада 2013
На літній Універсіаді, яка проходила з 6-о по 17-е липня у Казані, Станіслав предсталяв Україну в академічному веслуванні у дисципліні вісімка зі стерновим. та завоював срібну нагороду разом із Василем Завгороднім, Дмитром Міхаєм, Владиславом Нікуліним, Анатолієм Радченком, Іваном Футриком, Віталієм Цурканом, Денисом Чорним та Іваном Юрченком.
У попередніх запливах вони посіли друге місце (6:06.07) пропустивши вперед команду з Польщі. Друге місце дозволило змагатись у втішному запливі за вихід до фіналу. Там українці показали третій час (6:00.90), що дозволило вийти до фіналу. У фіналі наша команда ще покращила результат до 5:52.31, але цей час дозволилив посісти тільки друге місце. Чемпіонами стали росіяни (5:47.54), бронзові нагороди у голандців (5:53.55).

## Державні нагороди
- Орден Данила Галицького (25 липня 2013) — за досягнення високих спортивних результатів на XXVII Всесвітній літній Універсіаді в Казані, виявлені самовідданість та волю до перемоги, піднесення міжнародного авторитету України[5]